# ليلى رحيوي
ليلى رحيوي (مواليد عام 1958 في الدار البيضاء)، هي مسؤولة وناشطة مغربية رفيعة المستوى. تتقلد منصب الممثلة الدائمة لمنظمة الأمم المتحدة المعنية بالمرأة في شمال أفريقيا (ONU Femmes).

## السيرة الذاتية

### مشوارها المهني
رغم ولادتها في الدار البيضاء قضت ليلى رحيوي سنوات مراهقتها في مراكش قبل أن تتوجه إلى فرنسا حيث تابعت دراستها الأدبية. ثم واصلت في مجال الاتصالات والتسيير والموارد البشرية حيث تخصصت في الاتصالات التجارية ثم تخرجت من مركز الرباط التربوي الإقليمي.
بدأت مسيرتها المهنية في التعليم الثانوي قبل التحاقها بالمدرسة المحمدية للهندسة (EMI) كأستاذة للتواصل. في الوقت نفسه، قدمت ليلى العديد من جلسات التواصل وإدارة الفرق لصالح القطاع الخاص.

### العمل الجمعوي
بدأت ليلى رحيوي العمل الجمعوي منذ الصغر عبر الإهتمام بحياة المرأة في المغرب العميق، والحقوق الاجتماعية والاقتصادية خاصة الفتيات والنساء في المناطق الريفية. في عام 1986 بعد مرور عام على المؤتمر التأسيسي انضمت ليلى إلى الجمعية الديمقراطية لنساء المغرب. التي أصبحت تترأسها بين عام 1998 ويناير 2003.
في عام 2000، كانت من بين مؤسسي ربيع المساواة وهي شبكة مكونة من 26 جمعية شكلت لتشجيع إصلاح قانون الأسرة. في عام 2005، قامت بتطوير البرامج والإشراف عليها ومراقبتها في المغرب والجزائر وتونس. وقبل الانضمام إلى منظومة الأمم المتحدة كانت الرحيوي مسؤولة عن التنسيق مع رئيس هيئة الإنصاف والمصالحة كما علمت في التواصل لأكثر من 15 سنة في المدرسة المحمدية للمهندسين.
منذ عام 2012 أصبحت ليلى رحيوي ممثلة لمكتب الأمم المتحدة للمرأة المتعدد البلدان في المغرب العربي، وخبيرة في مجال الإدارة والموارد البشرية وأستاذة في المدرسة المحمدية للمهندسين.

### الالتزام السياسي
في أوائل ثمانينيات القرن العشرين، انضمت ليلى رحيوي إلى حزب التقدم والاشتراكية من أجل الكفاح ضمن إيديولوجية منظمة و يسارية. لكن في نهاية 1990 غادرت الحزب بسبب مشاركتها في حكومة التناوب أو حكومة عبد الرحمن اليوسفي. وبفضل نضالها الحقوقي، انتخبت عضواً للمجلس البلدي لبلدية أكدال في الرباط عاصمة المغرب (من 1992 إلى 1996).

## مؤلفات ومنشورات عامة
- التدابير والأحكام الخاصة بمساواة المغرب في قانون الأحوال الشخصية والقانون الأسري
- إصلاح قانون الأسرة المغربي